# 塞雷 (萨莱诺省)

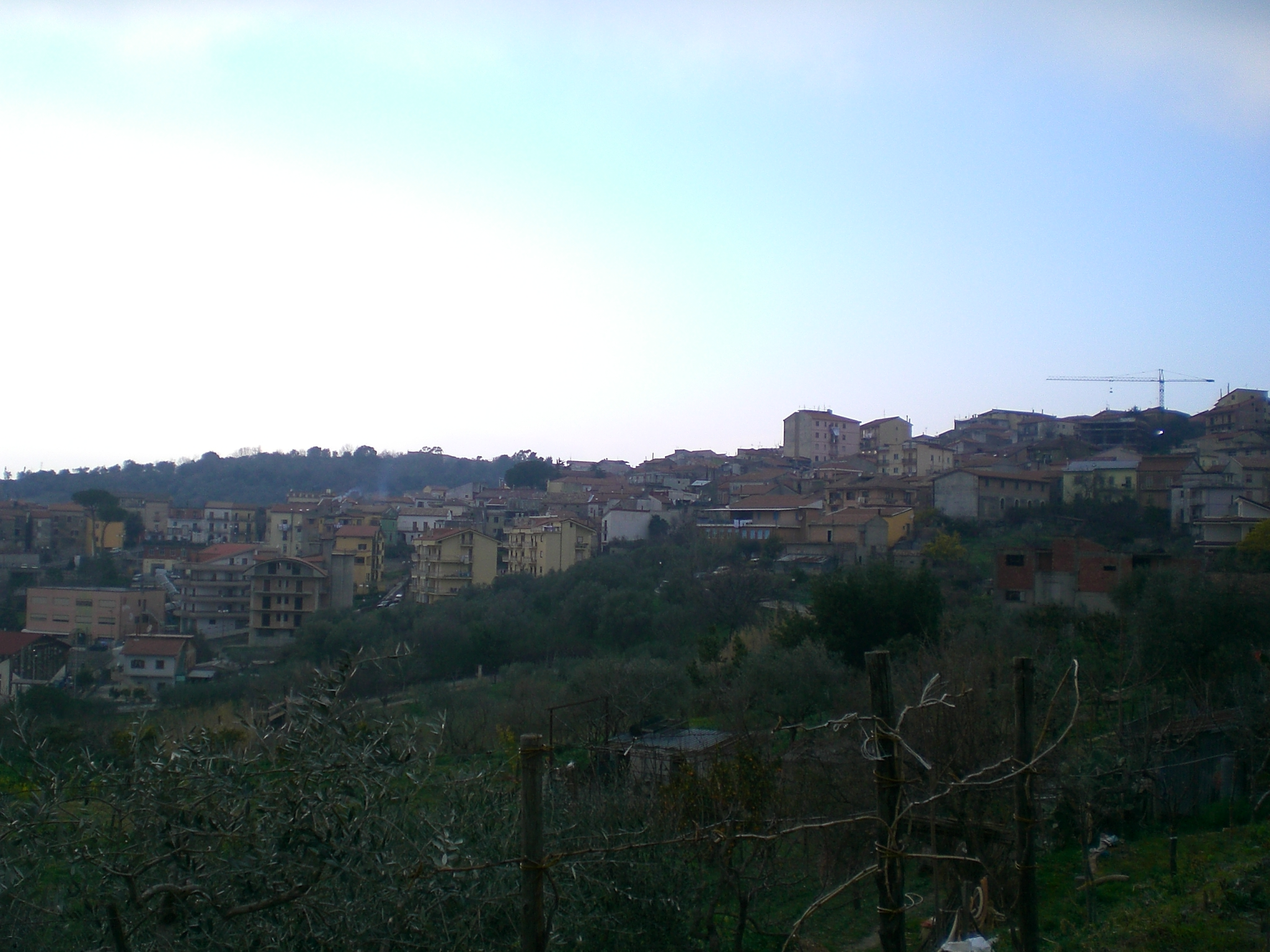
全景图

塞雷（義大利語：Serre）是意大利坎帕尼亞大區萨莱诺省的市镇。面积为67.03平方公里，人口数量为3,955人（2017年）。